# الکساندر راسل وب

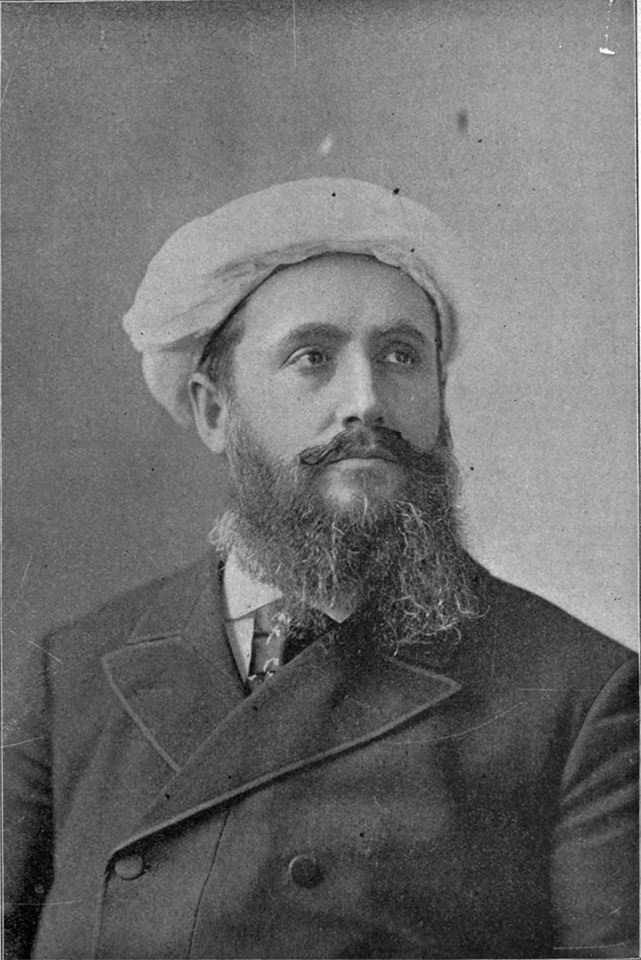
محمد الکساندر راسل وب

محمد الکساندر راسل وب (۹ نوامبر ۱۸۴۶، هادسون، نیویورک – ۱ اکتبر , ۱۹۱۶، رادرفورد، نیوجرسی) نویسنده و ناشر آمریکایی بود که به اعتقاد تاریخدانان اولین آمریکایی انگلیسی‌تبار معروفی بوده که در سال ۱۸۸۸ به اسلام گرویده است. او در سال ۱۸۹۳ به عنوان تنها نماینده از دین اسلام در اولین نشست پارلمان ادیان جهان شرکت کرد.
او که در سپتامبر ۱۸۸۷ به عنوان کنسول ایالات متحده به مانیل رفته بود، پس از آشنایی با آثار میرزا غلام احمد مؤسس فرقه احمدیه در قادیان هند و نامه‌نگاری با او در سال ۱۸۸۸ اعلام به مسلمان شدن کرد، سپس به هزینه مسلمانان هندی به هند رفت و در آن جا به سیاحت شهرهای مهم آن و ایراد سخنرانی پرداخت. پس از آن به مصر، و بعد به عثمانی سفر کرد و مورد استقبال سلطان عبدالحمید دوم قرار گرفت. بعد در همانجا، در سال ۱۸۹۳ از شغل دولتی خود استعفا کرد و به آمریکا بازگشت تا به تبلیغ اسلام بپردازد. او اولین مسجد را نیز در آمریکا، در خیابان برادوی مانهاتان تاسیس کرد که بعدها به دلایل نامعلومی (احتمالاً به دلیل قطع کمک‌های مالی از هند) تخریب شد. او در آمریکا برنامه‌های بسیاری را با سلطان عثمانی برای ایجاد مسجد و قبرستان برای مسلمانان پی‌ریخته بود که به مرحله عمل در نیامدند. وی دو رساله نیز در توجیه نسل‌کشی ارامنه از دیدگاه مسلمانان نوشت. او در سن ۶۹ سالگی درگذشت و در رادرفورد، نیوجرسی در قبرستان مسیحیان هیلساید به خاک سپرده شد.